# Franco Fayenz
Franco Fayenz (Padova, 18 novembre 1930 – Milano, 26 ottobre 2022) è stato un critico musicale, musicologo, giornalista e produttore discografico italiano.

## Biografia
Franco Fayenz nacque e crebbe a Padova, dove conseguì la laurea in giurisprudenza.
Coltivò sin da giovane l'interesse per la musica e nella città natale diresse, negli anni 1950, il circolo Amici della Musica organizzandone i concerti.
Esordì come saggista nel 1961 con I grandi del jazz, volume pubblicato in una collana curata per l'editrice Nuova Accademia di Miano da Giulio Confalonieri. 
Seguirono numerosi testi sulla musica jazz e sui suoi protagonisti, come ad esempio Anatomia elementare del jazz, Musica per Vivere, Jazz & Jazz, Jazz domani, Storie di jazz per immagini e ricordi, Lennie Tristano, La musica Jazz. Inoltre curò l'edizione italiana della autobiografia di Duke Ellington intitolata La musica è la mia donna.
In qualità di critico musicale collaborò con quotidiani e riviste come Il Giornale, Il Foglio, Il Sole 24 Ore, Amadeus e Musica Jazz. Per molti anni seguì la manifestazione di Umbria Jazz e per quasi due anni curò la programmazione del Jazz Power di Milano.
Curò e scrisse le note per le antologie musicali del Dizionario Enciclopedico del Jazz pubblicato in edicola nel 1991 e 1992 da Armando Curcio Editore.
Dal 1998 al 2002 fu consulente presso il Ministero per i beni e le attività culturali.

## Critico musicale
L'interesse come critico musicale di Fayenz era principalmente rivolto alla musica jazz.

- Con I grandi del jazz (1961) parla, nella prima parte del libro, di assoluti mostri sacri: Jelly Roll Morton, Bix Beiderbecke, Louis Armstrong, Duke Ellington, Benny Goodman e Charlie Parker. Nella seconda parte descrive le principali personalità del jazz moderno e, nel resto dell'opera, affronta il tema dei limiti del jazz e del tipo di musica che rappresenta (arte del singolo o collettiva?). Conclude il volume con varie osservazioni sotto la definizione di postille e con una discografia ed una bibliografia consigliate.[6]
- Jazz domani (1990) si apre con 17 immagini in bianco e nero di Roberto Masotti. Sono ritratti Duke Ellington, Max Roach, Art Blakey, Sarah Vaughan, Thelonious Monk, Gerry Mulligan, Lennie Tristano, Woody Herman, Keith Jarrett, Rufus Harley, Sonny Rollins, Steve Lacy, Cecil Taylor, Martial Solal, Albert Mangelsdorff, Giorgio Gaslini e Carla Bley. Nel testo affronta il timore-attesa di nuovi musicisti che si possano affermare sulla scena musicale dopo la lenta scomparsa dei grandi del passato. Parla dei primi momenti di questa musica afro-americana ed analizza le etichette musicali, la riproduzione su disco, e di altri temi. Espone le sue idee anche sul jazz in Europa ed arriva ad una quasi conclusione (così il suo ultimo capitolo).[7]
- La musica jazz: un manuale per capire, un saggio per riflettere (1996) si propone come un piccolo manuale per affrontare in modo veloce questo genere musicale. Inizia confrontando avanguardia e tradizione, ed in un paragrafo dal titolo che è un ossimoro: Il futuro antico parla di Miles Davis e del free jazz, di Chick Corea, Bill Evans e numerosi altri. Il volume si conclude con un glossario dei più diffusi termini legati al jazz e con una discografia.[8]

## Riconoscimenti
Nel 1992 venne insignito dal Brass Group di Trapani, al Teatro all'aperto di Villa Margherita, del Premio "Una Vita per il Jazz". Nel 2006 il Blue Note di Milano ha premiato Fayenz per il suo significativo contributo alla diffusione e alla conoscenza della musica jazz.

## Saggi
- I grandi del jazz, Milano, Nuova Accademia, 1961, OCLC 30775274, SBN LIA0168794.
- Il jazz dal mito all'avanguardia, Milano, Sapere, 1970, OCLC 6981922, SBN SBL0568141.
- Anatomia elementare del jazz, Milano, Sapere, 1971, OCLC 635943683, SBN SBL0382765.
- Musica per vivere, Roberto Masotti (foto), Roma - Bari, Laterza, 1980, OCLC 956077904, SBN SBL0332263.
- Jazz & jazz, Roberto Masotti (foto), Roma - Bari, Laterza, 1981, OCLC 8590618, SBN LIA0213237.
- Il nuovo jazz degli anni '40, Roma, Lato side editori, 1982, OCLC 13008210, SBN FER0137739.
- Jazz domani, Torino, Einaudi, 1990, OCLC 800525451, SBN CFI0186193.
- con Roberto Serra, Nottetempo: storie di jazz per immagini e ricordi, Bologna - Torino, Thema, 1992, ISBN 88-7159-130-5, OCLC 956072396.
- La musica jazz: un manuale per capire, un saggio per riflettere, Milano, Il saggiatore, 1996, ISBN 88-428-0365-0, OCLC 797762013.
- con Riccardo Brazzale, Lennie Tristano: il profeta incompreso, Viterbo, Stampa alternativa, 2006, ISBN 978-88-7226-835-3, OCLC 882117883.